# Masdevallia venatoria
Masdevallia venatoria là một loài thực vật có hoa trong họ Lan. Loài này được Luer & Malo mô tả khoa học lần đầu tiên vào năm 1983.